# Кресе-сюр-Тий
Кресе́-сюр-Тий (фр. Crécey-sur-Tille) — коммуна во Франции, находится в регионе Бургундия. Департамент коммуны — Кот-д’Ор. Входит в состав кантона И-сюр-Тий. Округ коммуны — Дижон.
Код INSEE коммуны — 21211.

## Население
Население коммуны на 2010 год составляло 144 человека.
| 1962 | 1968 | 1975 | 1982 | 1990 | 1999 | 2010 |
| ---- | ---- | ---- | ---- | ---- | ---- | ---- |
| 138  | 136  | 133  | 107  | 124  | 164  | 144  |

## Экономика
В 2010 году среди 99 человек трудоспособного возраста (15—64 лет) 72 были экономически активными, 27 — неактивными (показатель активности — 72,7 %, в 1999 году было 66,0 %). Из 72 активных жителей работали 67 человек (38 мужчин и 29 женщин), безработных было 5 (3 мужчин и 2 женщины). Среди 27 неактивных 13 человек были учениками или студентами, 11 — пенсионерами, 3 были неактивными по другим причинам.